# Ducula cineracea
Ducula cineracea е вид птица от семейство Гълъбови (Columbidae). Видът е застрашен от изчезване.

## Разпространение
Видът е разпространен в Индонезия и Източен Тимор.